# Robert W. Richards
Robert W. Richards (* 1941; † 11. Juli 2019) war ein US-amerikanischer Illustrator. 
Richards wuchs in der Industriestadt Sanford im US-amerikanischen Bundesstaat Maine auf. Als Intimus der Kunst- und Musikszene Downtowns zeichnete er für viele Größen des Showbusiness Plattencover und Werbeplakate, die sich als stilbildend erwiesen. Er arbeitete unter anderem für Frank Sinatra, Lena Horne, Anita O’Day, Tony Curtis, Peggy Lee. Außerdem illustrierte er für die Modebranche, zu seinen Kunden gehörten Marken wie Chanel, Valentino, Yves St. Laurent.
Als Teil des bourgeoisen Flügels der Schwulenbewegung der 1970er Jahre begann seine jahrzehntelange Liebe zu den „Adonissen“ dieser Szene, den Pornostars. Richards hielt die flüchtige Schönheit jener modernen Liebesgötter in unzähligen Zeichnungen und Interviews fest. Diese Werke sorgten für einiges Aufsehen in der Ausstellung „Gods of Erotica“ in der Leslie-Lohman Gay Art Foundation in SoHo. 
Als Zeichner und Portraitist tritt der Künstler selbst naturgemäß in den Hintergrund, seine Arbeiten sind bekannter als seine Person. Einen Blick auf den Menschen Richards bietet die Filmdokumentation über Peter Berlin, an der Richards maßgeblich beteiligt war und in zahlreichen Interviews mit Peter Berlin selbst in Erscheinung tritt. Richards Zeichnungen und Fotografien aus allen Karrierephasen Berlins sind wertvolle Zeitdokumente, die die „goldenen Jahre“ der US-amerikanischen Schwulenbewegung in den 1970er Jahren festhalten. In dem Fotoband Allure zeigt Richards zahlreiche Höhepunkte seiner erotischen Illustrationen männlicher Ideale. 